# 8544 Sigenori
8544 Sigenori eller 1993 YE är en asteroid i huvudbältet som upptäcktes den 17 december 1993 av den japanska astronomen Takao Kobayashi vid Ōizumi-observatoriet. Den är uppkallad efter Sigenori Miyamoto.
Asteroiden har en diameter på ungefär 3 kilometer.